# Anthony Pirog
Anthony Pirog (* um 1980 in Lewisburg, Union County (Pennsylvania)) ist ein US-amerikanischer Jazz- und Fusionmusiker (Gitarre, gelegentlich auch Bassgitarre, Synthesizer, Perkussion).

## Leben und Wirken
Pirog verbrachte seine Kindheit in Maryland und Kalifornien, bevor seine Familie mit neun Jahren nach Vienna, Virginia, etwas außerhalb von Washington, DC, zog. Pirogs Vater – ein ehemaliger E-Gitarrist in einer Band im Surf-Stil – spielte eine Schlüsselrolle für das wachsende musikalische Interesse seines Sohnes. Inspiriert von der Plattensammlung seines Vaters (mit Musik von Howlin’ Wolf und Sonny Boy Williamson I. bis Doo Wop und Surfrock) begann er Gitarre zu lernen und spielte in unzähligen Bands, wobei sich seine Interessen dem Avantgarde Jazz und der experimentellen Musik zuwandten.
Pirogs Entscheidung, eine professionelle Karriere in der Musik zu verfolgen, kam mit einem Stipendium, das ihm die Teilnahme an einem Sommerkurs des Berklee College of Music ermöglichte. Nach Abschluss der High School wurde er dann Vollzeitstudent und studierte zwei Jahre Jazzgitarre in Boston, bevor er das Studium mit einem Abschluss in Jazzperformance an der New York University 2004 absolvierte. In dieser Zeit arbeitete er in der New Yorker Clubszene mit Musikern wie Bill Frisell, Kurt Rosenwinkel und Marc Ribot. In den folgenden Jahren arbeitete Pirog in verschiedenen musikalischen Bereichen und hatte Club-Gigs mit Gruppen, die von Rockabilly, Indie-Rock und Avant-Folk bis hin zu Modern Creative, Fusion, freier Improvisation und experimentellem Jazz reichten.
Aufnahmen entstanden in dieser Zeit mit The Perpetual Motion Machine, im Duo Janel & Anthony mit der Cellistin Janel Leppin (Beginning to End, 2009, bzw. Where Is Home, 2012), seiner EP Trio/Sextett (Sonic Mass, 2011) und mit dem Prog-Rock-Trio Skysaw (Great Civilizations, 2011). 2014 nahm er mit Michael Formanek  und Ches Smith sein Debütalbum Palo Colorado Dream (Cuneiform Records) auf. Er wirkte außerdem an Dave Ballous  Album The Windup mit; ferner nahm er mit William Hooker (Pillars ... At the Portal), James Brandon Lewis (An UnRuly Manifesto, Eye of I) und Henry Kaiser (Five Times Surprise, 2018) auf. 2020 legte er das Album Pocket Poem (Cuneiform) vor, gefolgt von The Hunger Artist (2024).
Pirog ist mit der Cellistin Janel Leppin verheiratet.